# Джоан Сазерленд
Джоа́н Е́лстон Са́зерленд (англ. Joan Alston Sutherland; 7 листопада 1926, Сідней — 10 жовтня 2010, Швейцарія) — австралійська оперна співачка. Виступала спочатку як мецо-сопрано, потім як драматичне сопрано, а потім як колоратурне. Дама-командор ордена Британської імперії.
Серед найпомітніших вистав, у який брала участь співачка — опери «Альцина», «Дон Жуан», «Лючія ді Ламмермур», «Норма». Лучано Паваротті одного разу назвав Сазерленд «голосом століття»; Монсеррат Кабальє оголосила звучання голосу Сазерденд «райським». Завдяки публіці венеціанського оперного театру Ла Феніче за Сазерленд закріпилося прізвисько La Stupenda (Дивовижна).

## Біографія
Навчалася у Сіднейській консерваторії. Ще студенткою вела активну концертну діяльність разом з піаністом Річардом Бонінгом, з яким одружилася в 1954 році. На оперній сцені дебютувала в 1950 році в головній партії в опері «Юдиф» в Сіднеї. У 1951 році Сазерленд разом з Бонінгом переїхала до Лондона, де незабаром вступила в трупу «Ковент-Гарден». У 1952 році виконала малу партію Першої дами в «Чарівній флейті» Моцарта, але вже через два роки стала виконувати провідні партії. У 1959 році для неї була поставлена опера Гаетано Доніцетті «Лючія ді Ламмермур». У квітні 1960 року Джоан Сазерленд вперше виступила на сцені «Гранд-опера» в Парижі («Лючія ді Ламмермур»). У 1961 році дебютувала в театрі «Ла Скала» в головній партії в опері «Беатріче ді Тенді» Белліні. Восени того ж року дебютувала у нью-йоркському «Метрополітен-опера», де виконувала потім роль Лючії протягом 25 років. У 1965 році Джоан Сазерленд створила оперну трупу для гастролей в Австралії.
У 1974 вона разом з Бонінгом повернулася на батьківщину і брала участь у щорічних сезонах Австралійської опери. Залишила сцену в 1990, виконавши партію Маргарити в опері «Гугеноти» Меєрбера в Сіднеї.

## Оперні партії
- 1947 — Дідона («Дідона і Еней» концертний зал «Таун-хол», Сідней)
- 1950 — Юдифь («Юдифь», Сідней),
- 1951 — Перша дама («Чарівна флейта», «Ковент-Гарден»)
- 1954 — Аїда («Аїда», «Ковент-гарден»),
- 1954 — Агата («Чарівний стрілець», «Ковент-Гарден»
- 1955 — Дженніфер («Весілля в Іванову ніч», «Ковент-Гарден»)
- 1956—1960 — участь у Глайндборському фестивалі. Партії Графині Альмавіва («Весілля Фігаро», донни Анни («Дон Жуан»), мадам Герц (водевіль «Директор театру»)
- 1957(?) — Алчіна («Алчіна», «Ковент-Гарден»(?)).
- 1958 — донна Анна («Дон Жуан» Ванкуверський фестиваль
- 1960 — Лючія («Лючія ді Ламмермур», «Ковент-Гарден»)
- 1963 — Норма («Норма», Ванкувер)
- 1966 — Марія («Дочка полку»)
- 1970 — Стелла, Олімпія, Джульєтта, Антонія («Казки Гофмана», Сієтл)
- 1976 — Лакме («Лакме», Сієтл)
- 1977 — Марія Стюарт («Марія Стюарт», «Ковент-Гарден»), та інші.

## Оперна дискографія
- 1952 — Норма, диригент Вітторіо Гуи (Клотільда)
- 1953 — Аїда, диригент Джон Барбіроллі (Жриця)
- 1955 — Шлюб в літній день, диригент Джон Прітчард (Дженіфер)
- 1955 — Euryanthe (Weber), диригент Фріц Штідрі (Euryanthe von Savoyen)
- 1957 — Золото Рейну, диригент Рудольф Кемпе (Воглінда)
- 1957 — Загибель богів, диригент Рудольф Кемпе (Воглінда)
- 1959 — Альціна, диригент Фердинанд Ляйтнер (Альціна)
- 1959 — Ацис і Галатея, диригент Адріан Боулт (Галатея)
- 1959 — Роделінда, диригент Чарльз Фарнкомб (Роделінда)
- 1959 — Дон Жуан, диригент Карло Марія Джуліні (Донна Анна)
- 1959 — Лючія ді Ламмермур, диригент Тулліо Серафін (Лючія)
- 1960 — Альцина, диригент Нікола Ресціньо (Альціна)
- 1961 — Беатріче ді Тенді, диригент Нікола Ресціньо (Беатріче ді Тенді)
- 1961 — Лючія ді Ламмермур, диригент Сільвіо Варвізо (Лючія)
- 1961 — Пуритани, диригент Тулліо Серафін (Ельвіра)
- 1961 — Лючія ді Ламмермур, диригент Джон Прітчард (Лючія)
- 1961 — Сомнамбула, диригент Нікола Ресціньо (Аміна)
- 1961 — Ріголетто, диригент Ніно Санцоньо (Джильда)
- 1961 — Беатріче ді Тенді, диригент Антоніно Вотт (Беатріче ді Тенді)
- 1962 — Чарівна флейта, диригент Отто Клемперер (Цариця ночі)
- 1962 — Семіраміда, диригент Габріеле Сантіні (Семіраміда)
- 1962 — Альціна, диригент Річард Бонінг (Альціна)
- 1962 — Травіата, диригент Джон Прітчард (Віолетта Валері)
- 1962 — Сомнамбула, диригент Річард Бонінг (Аміна)
- 1962 — Гугеноти, диригент Джанандреа Гавадзені (Маргарита)
- 1962 — Зігфрід, диригент Георг Шолто (Лісова пташка)
- 1962 — Пуритани, диригент Річард Бонінг (Ельвіра)
- 1962 — Кармен, диригент Томас Шіпперс (Мікаела)
- 1963 — Пуритани, диригент Річард Бонінг (Ельвіра)
- 1963 — Сомнамбула, диригент Сільвіо Варвізо (Аміна)
- 1964 — Норма, диригент Річард Бонінг (Норма)
- 1964 — Лючія ді Ламмермур, диригент Сільвіо Варвізо (Лючія)
- 1965 — Семіраміда, диригент Річард Бонінг (Семіраміда)
- 1966 — Фауст, диригент Річард Бонінг (Маргарита)
- 1966 — Семіраміда, диригент Річард Бонінг (Семіраміда)
- 1966 — Беатріче ді Тенді, диригент Річард Бонінг (Беатріче ді Тенді)
- 1967 — Монтезума, диригент Річард Бонінг (Eupaforice)
- 1967 — Дочка полку, диригент Річард Бонінг (Марі)
- 1967 — Лакме, диригент Річард Бонінг (Лакме)
- 1967 — Гризельда, диригент Річард Бонінг (Ернесто)
- 1967 — Душа філософа, або Орфей і Еврідіка, диригент Річард Бонінг (Еврідіка)
- 1967 — Дон Жуан, диригент Карл Бем (Донна Анна)
- 1968 — Семіраміда, диригент Річард Бонінг (Семіраміда)
- 1968 — Дон Жуан, диригент Річард Бонінг (Донна Анна)
- 1969 — Гугеноти, диригент Річард Бонінг (Маргарита)
- 1969 — Семіраміда, диригент Річард Бонінг (Семіраміда)
- 1969 — Норма, диригент Річард Бонінг (Норма)
- 1970 — Любовний напій, диригент Річард Бонінг (Адіна)
- 1970 — Норма, диригент Річард Бонінг (Норма)
- 1970 — Травіата, диригент Річард Бонінг (Віолетта Валері)
- 1971 — Марія Стюарт, диригент Річард Бонінг (Марія Стюарт)
- 1971 — Ріголетто, диригент Річард Бонінг (Джильда)
- 1971 — Семіраміда, диригент Річард Бонінг (Семіраміда)
- 1971 — Лючія ді Ламмермур, диригент Річард Бонінг (Лючія)
- 1972 — Турандот, диригент Зубін Мета (Турандот)
- 1972 — Норма, диригент Річард Бонінг (Норма)
- 1972 — Казки Гофмана, диригент Річард Бонінг (Джульєтта, Антонія, Стелла, Олімпія)
- 1972 — Дочка полку, диригент Річард Бонінг (Марі)
- 1973 — Казки Гофмана, диригент Річард Бонінг (Джульєтта, Антонія, Стелла, Олімпія)
- 1973 — Дочка полку, диригент Річард Бонінг (Марі)
- 1973 — Роделінда, диригент Річард Бонінг (Роделінда)
- 1973 — Пуритани, диригент Річард Бонінг (Ельвіра)
- 1974 — Марія Стюарт, диригент Річард Бонінг (Марія Стюарт)
- 1974 — Травіата, диригент Річард Бонінг (Віолетта Валері)
- 1974 — Есклармонда, диригент Річард Бонінг (Есклармонда)
- 1975 — Есклармонда, диригент Річард Бонінг (Есклармонда)
- 1975 — Оракул, диригент Річард Бонінг (Ah-Joe)
- 1976 — Трубадур, диригент Річард Бонінг (Леонора)
- 1976 — Лакме, диригент Річард Бонінг (Лакме)
- 1977 — Лукреція Борджіа, диригент Річард Бонінг (Лукреція Борджіа)
- 1977 — Трубадур, диригент Річард Бонінг (Леонора)
- 1977 — Лукреція Борджіа, диригент Річард Бонінг (Лукреція Борджіа)
- 1978 — Сестра Анджеліка, диригент Річард Бонінг (Сестра Анджеліка)
- 1978 — Норма, диригент Річард Бонінг (Норма) — DVD
- 1979 — Король Лахорський, диригент Річард Бонінг (Сита)
- 1979 — Травіата, диригент Річард Бонінг (Віолетта Валері)
- 1980 — Лукреція Борджіа, диригент Річард Бонінг (Лукреція Борджіа) — DVD
- 1980 — Сомнамбула, диригент Річард Бонінг (Аміна)
- 1981 — Опера жебраків, диригент Річард Бонінг (Люсі Локіт)
- 1981 — Норма, диригент Річард Бонінг (Норма)
- 1982 — Розбійники, диригент Річард Бонінг (Амалія)
- 1982 — Лючія ді Ламмермур, диригент Річард Бонінг (Лючія)
- 1983 — Трубадур, диригент Річард Бонінг (Леонора)
- 1983 — Гамлет, диригент Річард Бонінг (Офелія)
- 1984 — Діалоги кармеліток, диригент Річард Бонінг (Мадам Лідуен)
- 1984 — Анна Болейн, диригент Річард Бонінг (Анна Болейн)
- 1984 — Норма, диригент Річард Бонінг (Норма)
- 1985 — Адріана Лекуврер, диригент Річард Бонінг (Адріана Лекуврер)
- 1986 — Дочка полку, диригент Річард Бонінг (Марі)
- 1986 — Лючія ді Ламмермур, диригент Річард Бонінг (Лючія)
- 1987 — Анна Болейн, диригент Річард Бонінг (Ганна Болейн)
- 1987 — Атал, диригент Крістофер Хогвуд (Атал)
- 1987 — Ернані, диригент Річард Бонінг (Ельвіра)
- 1988 — Адріана Лекуврер, диригент Річард Бонінг (Адріана Лекуврер)
- 1990 — Гугеноти, диригент Річард Бонінг (Маргарита)

## Нагороди
- Орден заслуг
- Орден Австралії
- Дама-командор ордена Британської імперії